# Авиационные происшествия Аэрофлота 1953 года

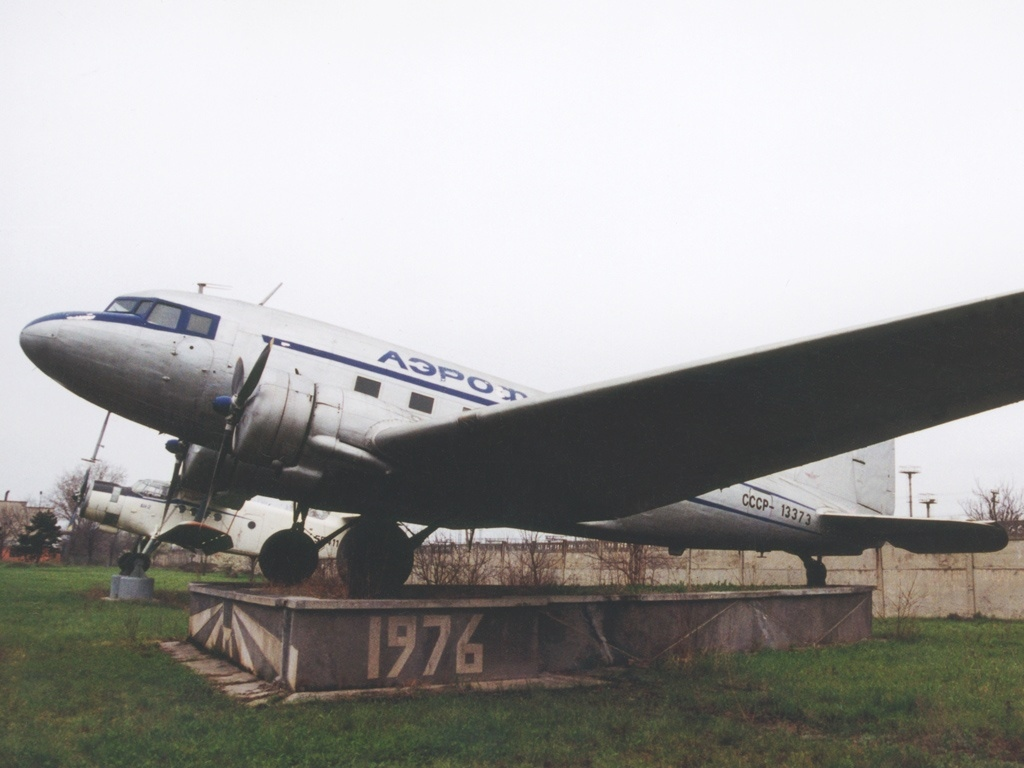
Ли-2 предприятия «Аэрофлот»

Авиационные происшествия и инциденты, включая угоны, произошедшие с воздушными судами Главного управления гражданского воздушного флота при Совете министров СССР («Аэрофлот») в 1953 году.
В этом году крупнейшая катастрофа с воздушными судами предприятия «Аэрофлот» произошла 27 мая близ Кемерова, когда в небе столкнулись два самолёта Ли-2, в результате чего погибли 27 человек (подробнее…).

## Список
Отмечены происшествия и инциденты, когда воздушное судно было восстановлено.
| Дата                  | Место                                                                  | ВС     | Бортовой номер | Управление          | Жертв | Описание | И      |
| --------------------- | ---------------------------------------------------------------------- | ------ | -------------- | ------------------- | ----- | --- | ------ |
| 21 января 1953 года   | Иркутск                                                                | Ли-2   | Л4666          | Восточно-Сибирское  | 0/5   | Вынужденная посадка на окраине города после отказа обоих двигателей в ходе облёта                                                                                   | [ 1 ]  |
| 23 января 1953 года   | Батагай                                                                | Ли-2   | Ж125           | Авиаотряд Дальстроя | 0/5   | После взлёта потерял высоту и упал в овраг из-за отвлечения экипажа на работу двигателей и ошибок в пилотировании                                                   | [ 2 ]  |
| 23 января 1953 года   | 3 км ЮЗ Казани                                                         | Ли-2   | Л4582          | Северное            | 5/5   | Столкновение в воздухе, когда Ли-2 заходил на посадку, а Ил-12 набирал высоту после взлёта (подробнее…)                                                             | [ 3 ]  |
| 23 января 1953 года   | 3 км ЮЗ Казани                                                         | Ил-12П | Л1435          | Западно-Сибирское   | 6/6   | Столкновение в воздухе, когда Ли-2 заходил на посадку, а Ил-12 набирал высоту после взлёта (подробнее…)                                                             | [ 4 ]  |
| 1 февраля 1953 года   | 13 км З Ревды                                                          | ТС-62  | Л1062          | Московское          | 0/4   | Вынужденная посадка на лес после истощения топлива | [ 5 ]  |
| 9 февраля 1953 года   | Киренск                                                                | Ли-2   | Л4513          | Восточно-Сибирское  | 0/?   | Вынужденная посадка у границы аэродрома после отказа правого двигателя на взлёте                                                                                    | [ 6 ]  |
| 21 февраля 1953 года  | между сёлами имени Полины Осипенко и Нижне-Тамбовское                  | По-2Л  | Л1698          | Дальневосточное     | 1/1   | В ходе перелёта между сёлами пропал без вести | [ 7 ]  |
| 4 марта 1953 года     | Ашхабад                                                                | Ли-2   | Л4371          | Туркменское         | 0/?   | Из-за ошибок второго пилота при взлёте выкатился за пределы аэродрома и врезался в насыпь                                                                           | [ 8 ]  |
| 18 марта 1953 года    | Карагинский район, Укинская губа, 35 км СВ Хайлюлинского рыбокомбината | По-2Л  | Л2025          | Дальневосточное     | 3/3   | Из-за дезориентации пилота в снегопаде приземлился на ледяное поле и врезался в торосы                                                                              | [ 9 ]  |
| 19 марта 1953 года    | между Красноярском и Мотыгином                                         | По-2   | Л2025          | Красноярское        | 3/3   | Пропал без вести; вероятно, упал в тайгу при полёте через метель | [ 10 ] |
| 30 апреля 1953 года   | Волга, Казань                                                          | Ил-12П | Л1777          | Московское          | 1/23  | Отказ двигателей при заходе на посадку из-за столкновения со стаей уток; вынужденное приводнение на реку (подробнее…)                                               | [ 11 ] |
| 23 мая 1953 года      | Чаплинка, Херсонская область                                           | По-2   | А716           | Украинское          | 1/1   | После взлёта перешёл в кабрирование и потеряв скорость сорвался в штопор                                                                                            | [ 12 ] |
| 24 мая 1953 года      | Надежда, Норильск                                                      | Ли-2   | Л4863          | Красноярское        | 0/?   | При взлёте выкатился за пределы аэродрома и врезался в бугор | [ 13 ] |
| 27 мая 1953 года      | Кемеровский район, 16,5 км З Барзаса                                   | Ли-2   | Л4582          | Восточно-Сибирское  | 20/20 | Столкновение в воздухе, когда борт А4031 выполнял аэрофотосъёмку, а борт Л4534 нарушил маршрут полёта (подробнее…)                                                  | [ 14 ] |
| 27 мая 1953 года      | Кемеровский район, 16,5 км З Барзаса                                   | Ли-2Т  | А4031          | Западно-Сибирское   | 7/7   | Столкновение в воздухе, когда борт А4031 выполнял аэрофотосъёмку, а борт Л4534 нарушил маршрут полёта (подробнее…)                                                  | [ 15 ] |
| 14 июня 1953 года     | Григориши, 15 км СВ Зугдиди                                            | Ил-12П | Л1375          | Грузинское          | 18/18 | При пролёте грозы самолёт был поражён молнией и перешёл в пике; при попытке экипажа выйти из пикирования от перегрузок разрушилось крыло (подробнее…)               | [ 16 ] |
| 22 июня 1953 года     | Вельмо 1-е, Северо-Енисейский район                                    | По-2Л  | Л1467          | Красноярское        | 2/2   | При крутых разворотах на малой высоте потерял скорость и упал на землю                                                                                              | [ 17 ] |
| 1 июля 1953 года      | Елизовский район, 18 км ЗСЗ Коряк                                      | Ан-2Т  | А2638          | Дальневосточное     | 11/11 | При пролёте перевала в СМУ потерял высоту и врезался в гору | [ 18 ] |
| 6 июля 1953 года      | 15 км СЗ Рушана (38°03′ с. ш. 71°28′ в. д.)                            | Ли-2   | Л4027          | Таджикское          | 7/7   | После ухода с маршрута при пролёте перевала попал в нисходящий поток и потеряв высоту врезался в гору                                                               | [ 19 ] |
| 9 июля 1953 года      | Оса, Молотовская область                                               | По-2   | А2392          | Западно-Сибирское   | 1/1   | Выполняя разворот для захода на посадку потерял скорость и свалившись в штопор упал на землю                                                                        | [ 20 ] |
| 20 июля 1953 года     | остров Чукочаннах реки Колыма, Зырянка                                 | Ли-2   | Х1014          | Авиаотряд Дальстроя | 0/16  | Раскрутка воздушных винтов после взлёта; вынужденная посадка на лес                                                                                                 | [ 21 ] |
| 13 августа 1953 года  | Быково, Москва                                                         | Ли-2   | Л4393          | Московское          | 0/0   | При посадке в тумане ТС-62 выкатился с ВПП и зацепил хвост Ли-2 | [ 22 ] |
| 13 августа 1953 года  | Быково, Москва                                                         | ТС-62  | Л1034          | Московское          | 0/4   | При посадке в тумане ТС-62 выкатился с ВПП и зацепил хвост Ли-2 | [ 23 ] |
| 22 августа 1953 года  | Быково, Москва                                                         | Ли-2   | Л4157          | Московское          | 0/1   | Ночью самолёт был угнан авиамотористом, но сразу после взлёта упал на землю                                                                                         | [ 24 ] |
| 10 сентября 1953 года | Урта-Сарайский район                                                   | По-2А  | А2281          | Центральных районов | 1/1   | В ходе авиационно-химических работ по неустановленной причине (вероятно, потеря скорости) врезался в землю                                                          | [ 25 ] |
| 26 сентября 1953 года | Багдарин                                                               | Ан-2Т  | Л231           | Восточно-Сибирское  | 3/10  | После взлёта с заблокированными элеронами вошёл в левый крен и упал на землю                                                                                        | [ 26 ] |
| 14 октября 1953 года  | 2,5 км от Иркутска                                                     | Ил-12П | Л1727          | Восточно-Сибирское  | 4/28  | После взлёта вошёл в крутой правый крен и потеряв высоту врезался в землю; экипаж отворачивал от мнимого встречного самолёта, за которой принял огни на мачтах ДПРС | [ 27 ] |
| 21 октября 1953 года  | 17 км от Минеральных Вод                                               | Ли-2   | Л4890          | Западно-Сибирское   | 1/8   | При заходе на посадку врезался в строения из-за снижения под безопасную высоту                                                                                      | [ 28 ] |
| 27 октября 1953 года  | 6 км от Магадана, 13 км                                                | Ил-12П | Л1765          | Дальневосточное     | 22/32 | После взлёта из-за обледенения и перегруза потерял скорость и упал на землю (подробнее…)                                                                            | [ 29 ] |
| 31 октября 1953 года  | Жихорь, близ Харькова                                                  | Ли-2   | Л4732          | Северо-Кавказское   | 15/16 | При заходе на посадку снизился под глиссаду, а уклоняясь от столкновения с препятствиями потерял скорость и упал на землю                                           | [ 30 ] |
| 4 ноября 1953 года    | близ Магдагач                                                          | Ил-12  | Л1367          | Восточно-Сибирское  | 5/5   | При заходе на посадку снизился под глиссаду (неверная настройка высотомеров) и зацепив деревья упал на землю (подробнее…)                                           | [ 31 ] |
| 31 декабря 1953 года  | 52 км ССЗ Алма-Аты                                                     | По-2ЛС | К1451          | Казахское           | 3/3   | Упал на землю из-за дезориентации пилота в тумане и ошибок в пилотировании                                                                                          | [ 31 ] |